# Gustavianum

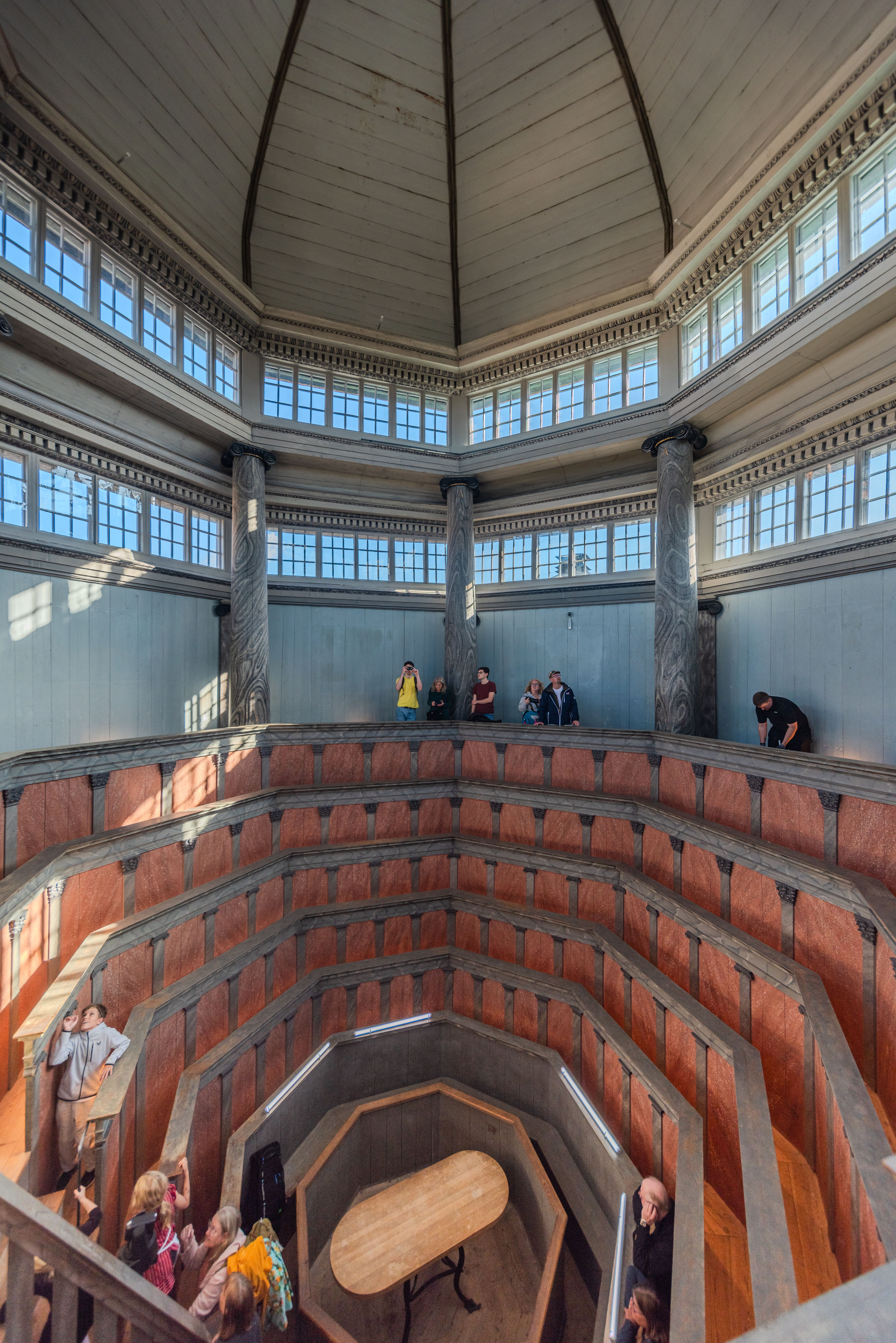
Den anatomiska teatern, som uppfördes 1662–1663, byggdes av Olof Rudbeck d.ä. för att utföra offentliga dissektioner inför betalande publik.

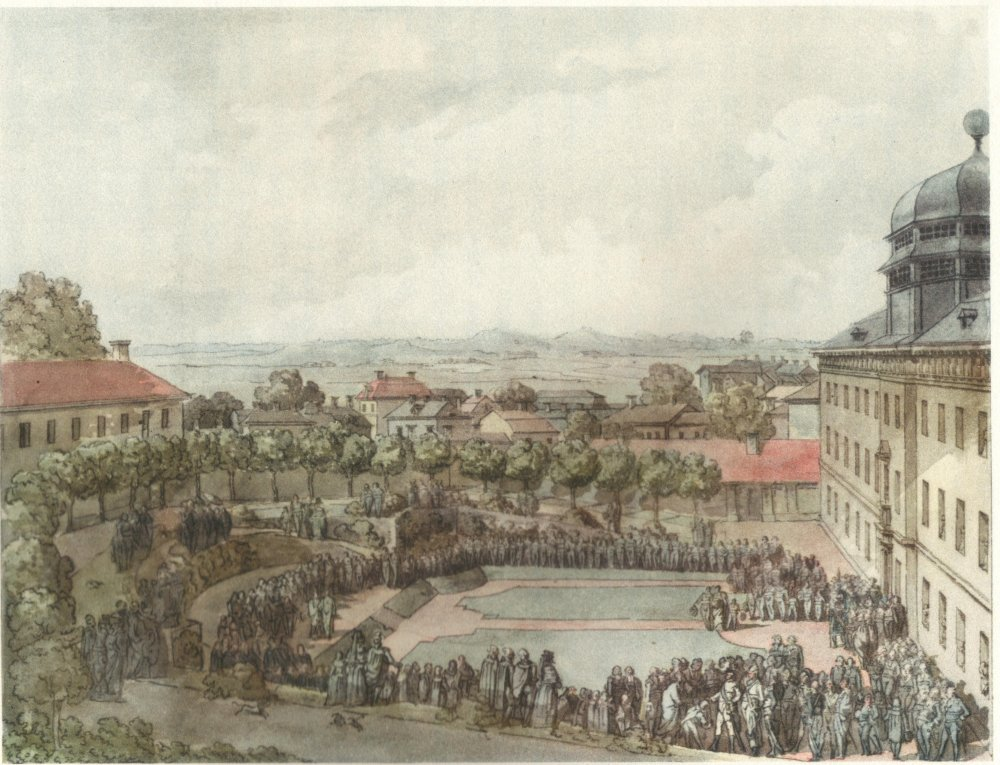
Gustav III tar emot universitets lärare och studenter 1786 i trädgården bakom Gustavianum. Akvarell av Louis Jean Desprez.

Gustavianum är Uppsala universitets äldsta bevarade byggnad med den anatomiska teatern på taket. Den ligger mitt emot Uppsala domkyrka i korsningen Biskopsgatan och Domkyrkoplan i stadsdelen Fjärdingen i Uppsala. Byggnaden inrymmer idag Gustavianum, Uppsala universitetsmuseum. 

## Historia
Sedan 1595 bedrevs undervisningen i Academia Carolina, men när kung Gustav II Adolfs administration och verksamhet växte under uppbyggnaden av den svenska stormakten, behövde även högre utbildning och forskning utökas och omfatta mer än prästutbildning. Därför inleddes 1622 byggandet av ett nytt, stort hus, ritat av Caspar van Panten, för att inrymma föreläsningssalar, boktryckeri, kommunitet (matsal för studenter), studentrum m.m. Senare tillkom även ett bibliotek. I byggnaden ingår dock medeltida murverk från Ärkebiskopsgården, som tidigare låg på platsen.
Under den stora stadsbranden i Uppsala den 16 maj 1702 lär släckningsarbetet ha dirigerats av Olof Rudbeck d.ä. stående på Gustavianums tak (se även Branden i Olof Rudbecks bibliotek). 
När gamla Academia Carolina revs år 1778 blev Gustavianum universitetets huvudbyggnad fram till dess det nya universitetshuset byggdes 1887. Dessförinnan hade biblioteket vid 1800-talets mitt överförts till Carolina Rediviva. Huset blev byggnadsminnesmärkt 1935.
Så sent som under 1990-talet användes Gustavianum av institutionerna för arkeologi, antikens kultur och samhällsliv samt egyptologi. Sedan 1997 används Gustavianum som universitetsmuseum. Den 30 september 2019 stängde museet för reparation, och öppnades återigen 24 juni 2024.

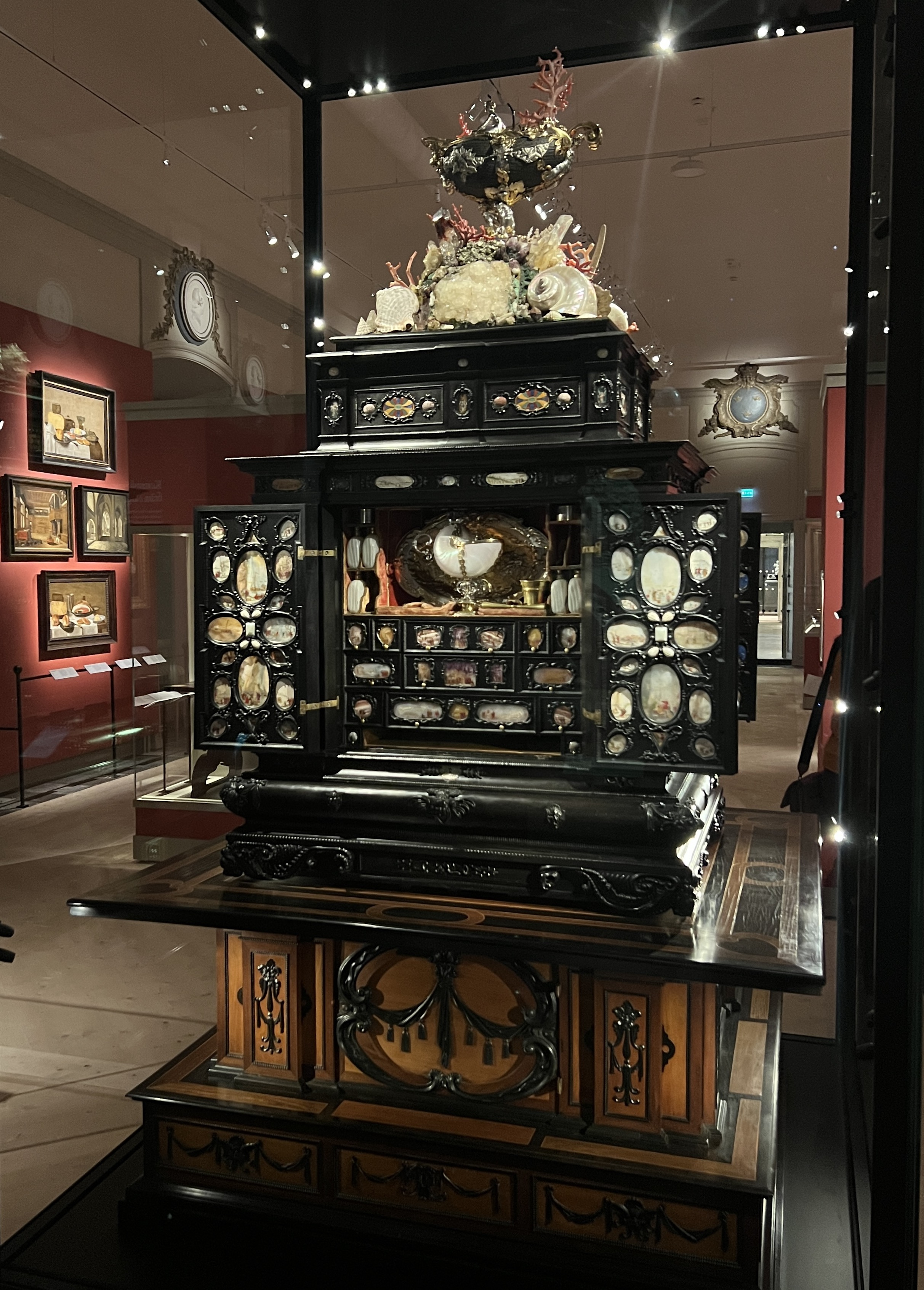
Augsburgska konstskåpet tillverkat av Philipp Hainhofer och skänkt till Gustav II Adolf.

### Anatomiska teatern
Speciellt för denna byggnad är Rudbecks anatomiska teater (Theatrum anatomicum) – en kupol centralt i huset, krönt av ett solur, som uppfördes 1662–1663. Den specialbyggdes av medicinprofessorn Olof Rudbeck d.ä. för att utföra och demonstrera dissektioner inför en publik av kolleger och studenter. 
Anatomiska teatern sticker upp som en kupol ovanför Gustavianums övriga tak och kan därför ha många fönster som släpper in det nödvändiga ljuset. Den tidens oljelampor etc. kunde inte ge tillräckligt ljus för att åskådarna skulle kunna se tydligt. Grundstrukturen är hämtad från den klassiska, grekiska amfiteatern, men är byggd mycket mer på höjden och med enbart ståplatser för att åskådarna ska komma så nära som möjligt. Det var ju oftast mycket små strukturer som Rudbeck ville visa. Salen rymde 200 stående åskådare. 
Rudbecks anatomiska teater var inte den första i Europa men var nyskapande i sin utformning och ansågs länge vara Europas förnämsta teater i sitt slag. Salen finns fortfarande kvar och används ibland för konserter, föreläsningar eller evenemang.

## Universitetsmuseum
Den 17 juni 1997 invigde kung Carl XVI Gustaf Gustavianum. Museet är ett universitetsmuseum och samlingarna består av olika objekt som universitetet samlat på sig sedan grundandet 1477. Museet hade 90 069 besökare år 2017, och utsågs år 2016 till Sveriges 6:e bästa museum av resewebbplatsen Tripadvisors användare.
Gustavianum har sedan 2024 sex fasta utställningar:
- Anatomiska teatern, lärosal byggd år 1662 som användes för dissektion av människokroppar inför betalande publik.
- Konstsamlingen, med bland annat Augsburgska konstskåpet, ett kuriosakabinett från tidigt 1600-tal innehållande cirka 1 000 olika föremål.
- Medelhavet och Nildalen, vilken huvudsakligen utgörs av Victoriamuseet för egyptiska fornsaker.
- Myntkabinettet, med mynt och medaljer ur Uppsala universitets myntkabinett.
- Universitets- och vetenskapshistoria, vilken bland annat innehåller Uppsala universitets privilegier, föreläsningsanteckningar från universitetets första termin år 1477, samt olika föremål från Linnélärjungarnas resor.
- Vikingatidens gryning, innehållande olika föremål från båtgravfältet i Valsgärde, ca 7 km norr om Uppsala, som användes mellan 400- och 1100-talet.